# Orange County (Californien)
 Der er flere lokaliteter med dette navn, se Orange County.
Orange County er et amerikansk county i den sydlige del af Californien. Det administrative centrum er byen Santa Ana. Med et anslået indbyggertal på 3 mio. i 2005 er Orange County det næstmest folkerige county i Californien og USAs femte mest folkerige. Orange County har et samlet areal på 2.455 km². Amtet er kendt for sin rige, politisk konservative befolkning, selv om dette i virkeligheden ikke er så generelt. Derudover er Orange County et turistmål, da Disneyland hører hjemme her.
Handlingen i tv-serien Orange County udspiller sig i Orange County i Californien.

## Eksterne links
- Wikimedia Commons har flere filer relateret til Orange County (Californien)

33°40′N 117°47′V / 33.67°N 117.78°V